# دهستان سدن‌رستاق شرقی
سدن‌رستاق شرقی، دهستانی است از توابع بخش مرکزی شهرستان کردکوی در استان گلستان ایران  که مرکز آن یساقی می باشد. و سه روستای مهترکلاته، میاندره و دنگلان از دیگر روستاهای بزرگ این دهستان می باشند

## جمعیت
براساس سرشماری سال ۱۳۸۵ جمعیت آن ۱۵٬۵۸۶ نفر (۳٬۹۳۲ خانوار) بوده‌است.